# Tori di Guisando
I Tori di Guisando ((ES)  Toros de Guisando) sono un gruppo di sculture celtibere situate nella collina di Guisando nel comune di El Tiemblo, nella Provincia di Avila, in Spagna. Le sculture, fatte di granito, rappresentano dei quadrupedi identificati come tori o maiali. In genere le opinioni sono a favore dell'identificazione con i tori: ci sono dei fori che sono interpretati come sedi di corna ora perdute.
I Tori di Guisando sono un esempio di quel tipo di antiche sculture chiamate verraco di cui si conoscono alcune centinaia di esempi. I Tori sono associati al territorio della tribù dei celtiberi detta dei Vettoni e dovrebbero essere stati scolpiti nel II secolo a.C. Non è sicuro che si trovino nella loro posizione originale. Ci sono dei graffiti in latino che possono significare che siano stati riposizionati in epoca romana.

## Il trattato dei Tori di Guisando
Il campo intorno ai Tori fu il posto dove il 18 settembre 1468 fu firmato il Trattato dei Tori di Guisando tra Enrico IV di Castiglia e la sua sorellastra Isabella di Castiglia, che assegnò a Isabella il titolo di Principessa delle Asturie ponendo così termine alla guerra civile in Castiglia.

## Letteratura
I Tori sono un elemento ricorrente nella letteratura spagnola. Ad esempio, Miguel de Cervantes li cita ripetutamente nel Don Chisciotte. Federico García Lorca usa il loro valore simbolico nel Llanto por la muerte de Ignacio Sánchez Mejías:
...y los toros de Guisando,
casi muerte y casi piedra,
mugieron como dos siglos
hartos de pisar la tierra
...ed i tori di Guisando
quasi morte e quasi pietra
muggirono per due secoli
stanchi di batter la terra